# Kissamikos
Der Fußballsportverein Kissamikos (griechisch Ποδοσφαιρικός Γυμναστικός Σύλλογος Κισσαμικός) ist ein griechischer Fußballverein aus Kissamos, Regionalbezirk Chania. Der Verein wurde 1926 gegründet und spielt derzeit in der zweiten griechischen Liga. Die Vereinsfarben sind blau und weiß. Charakteristisch ist der Delfin im Vereinslogo.